# 29-та панцергренадерська дивізія (Третій Рейх)
29-та панцергренадерська дивізія (Третій Рейх) (нім. 29. Panzergrenadier-Division) — панцергренадерська дивізія Вермахту за часів Другої світової війни.

## Історія
29-та панцергренадерська дивізія розпочала формування у березні 1943 року на території окупованої південно-західної Франції на фондах розгромленої у Сталінграді 29-ї моторизованої дивізії Вермахту. 23 червня 1943 року формування з'єднання було завершене і вона передислокована на південь Італії.

Зенітники 29-ї панцер-гренадерської дивізії з зенітною кулеметною установкою MG-42 на узбережжі Мессінської протоки. Мессіна. 1943

Висадка підрозділів 29-ї панцер-гренадерської дивізії в Сицилії. Літо 1943

За станом на 24 вересня 1943 року штатна панцергренадерська дивізія мала у своєму складі два моторизованих гренадерських полки (пізніше перейменовані на панцергренадерські) трьох-батальйонного складу та змішаний танковий полк (танковий батальйон по дві роти Pz Kpfw IV і роту Pz Kpfw V та панцергренадерський батальйон на бронетранспортерах), самохідний протитанковий дивізіон, розвідувальний батальйон, самохідний артилерійський полк, зенітний дивізіон та частини підтримки і забезпечення. Загальна штатна чисельність — 15 418 чоловік, у тому числі 415 офіцерів.
Знову сформована дивізія прибула до Італії, а з висадкою союзників 10 липня в Сицилії, 18 липня терміново перекинута на острів. 23 липня підрозділи з'єднання здобули перший бойовий досвід східніше від Терміні-Імерезе, вступивши в бій з американською 45-ю піхотною дивізією. До 17 серпня 1943 року дивізія билася з англо-американськими військами на півночі Сицилії, доки не була успішно евакуйована з іншими німецькими військами через Мессінську протоку до материкової Італії.
Пізніше панцергренадерську дивізію передали до LXXVI-го танкового корпусу генерала танкових військ Т.Герра в Калабрії, де вона протистояла висадці та наступу 8-ї британської армії. Морський десант 5-ї американської армії в районі Салерно змусив німецьке командування терміново перекинути 29-ту дивізію в зону висадки. Панцергренадери, діючи з району Альтавілла-Сілентіна, у взаємодії з іншими маневровими групами та резервами 10-ї армії контратакували американський десант та всіляко сковували його просування вглиб Італії. До 16 вересня 1943 року 29-та дивізія вела запеклі бої й зазнала значних втрат у живій силі та техніці, доки генерал Генріх фон Фітингоф не віддав їй наказ відступити на рубежі оборонної лінії Вольтурно. До 11 листопада формування перебувало в резерві командування, а потім змінило 3-тю панцергренадерську дивізію на оборонних позиціях.
Взимку 1943—1944 років 29-та панцергренадерська дивізія вела оборонні бої біля Монте-Кассіно.

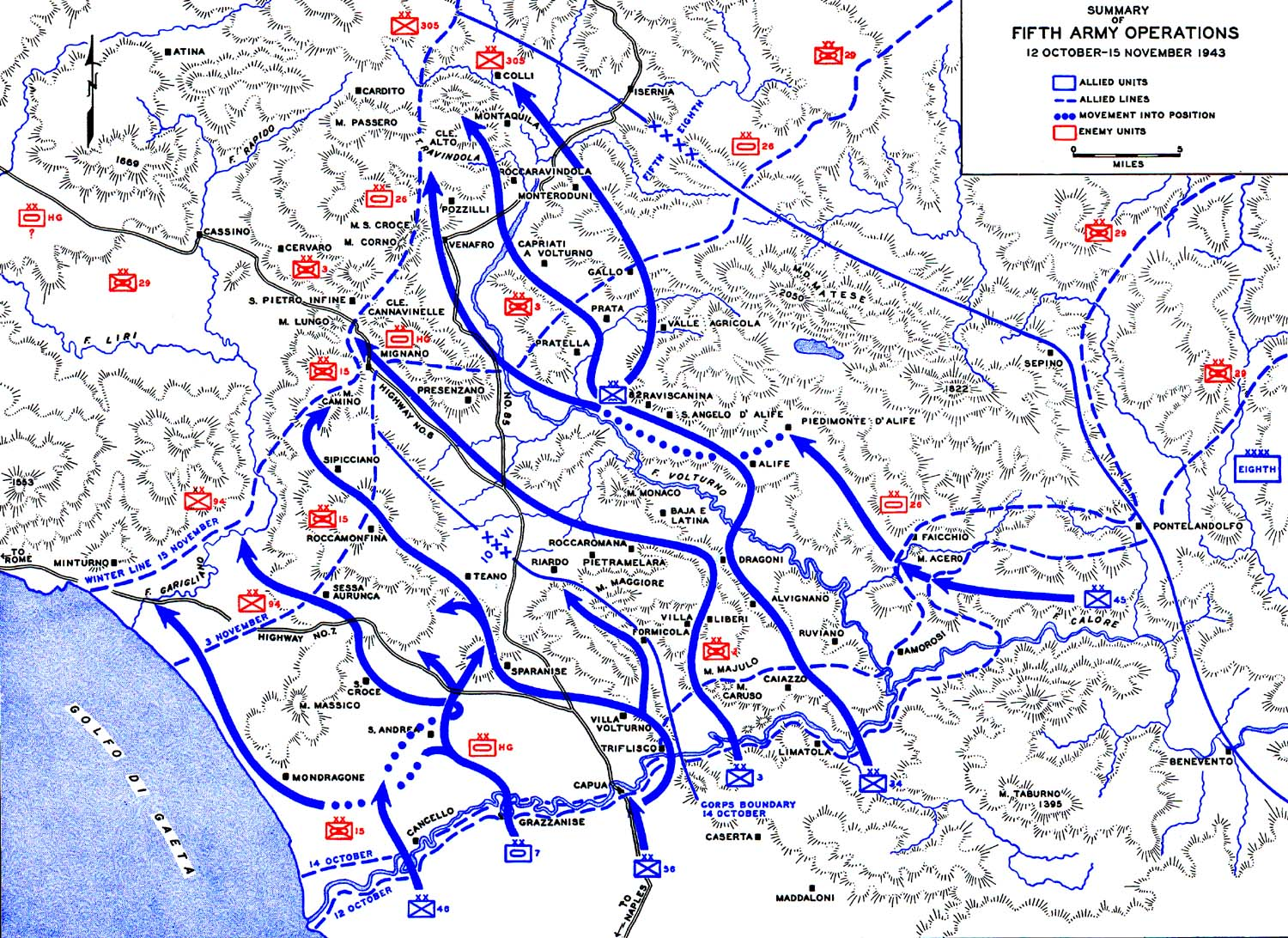
Карта наступу союзних військ від лінії Вольтурно до Зимової лінії. Жовтень-листопад 1943

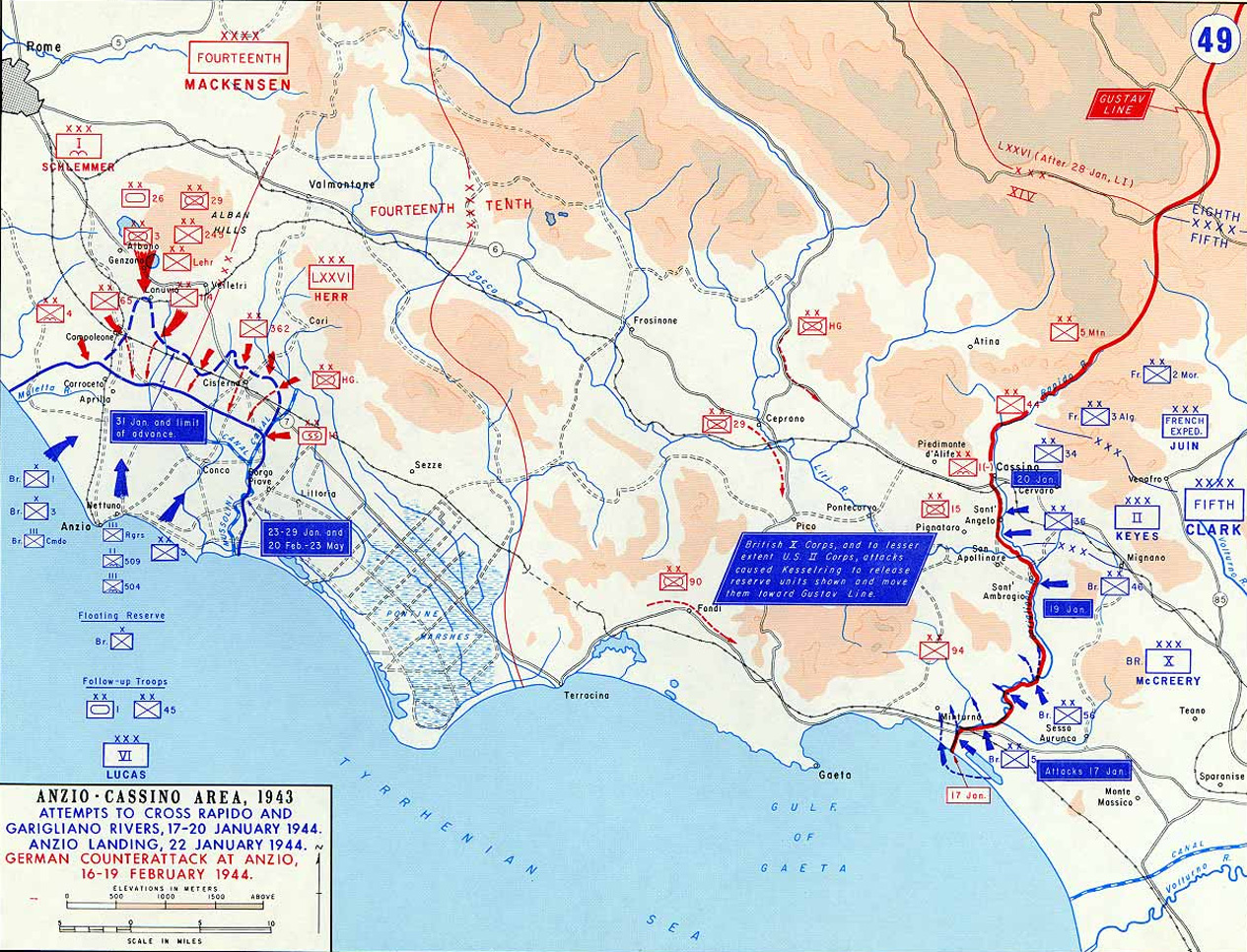
Карта боїв в районах Салерно та Анціо. 1943—1944

У січні 1944 року, коли американські війська висадили морський десант поблизу Анціо, з'єднання кинули в бій, намагаючись збити ворога у море. Зав'язалися запеклі бої, німці не змогли впоратися з десантом — йому надавав підтримку флот, до того ж союзники постійно атакували німців під Монте-Кассіно. У березні лінія фронту стабілізувалася — почалися дощі, і тому союзники відклали наступ на два місяці, поки не покращиться погода.
11 травня 1944 року союзники розпочали під Монте-Кассіно четвертий наступ і, прорвавши німецьку оборону, стали наступати в напрямку Анціо. 23 травня, попри затятому опору німецьких військ зупинити просування противника, VI-й американський корпус прорвався з плацдарму в південно-східному напрямку і через день з'єднався з військами II-го американського корпусу. Німецькі війська розпочали відступ по всьому фронту; Рим німецьке командування оголосило «відкритим містом» і вивело з нього війська. 4 червня 1944 88-ма американська піхотна дивізія увійшла до Риму.
29-та панцергренадерська дивізія продовжувала відступати на північ в напрямку Вальмонтоне, ведучи ар'єргардні бої з американськими військами, котрі їх значно переважали. Німецькі війська відступали до Готської лінії оборони, де зайняли оборонні позиції по рубежу Орв'єто, Сієна, Флоренції, Чертальдо і до берега Адріатики. З'єднання протистояло спробам англо-американських військ прорвати їхню оборону та вело бої поблизу Луго, Кастель-Болоньєзе, Коріано.
У січні 1945 року дивізія була, нарешті, знята з фронту і виведена на північ Болоньї для відпочинку та реорганізації. З березня до квітня 1945 року дивізія билася на півночі Італії. В останні тижні війни рештки 29-ї панцергренадерської дивізії перетнули Адідже на захід від Ровіго, та відступили через Есте і Лімену, 29 квітня 1945 вони досягли Фельтре, де склали зброю.

## Райони бойових дій
- Франція (березень — червень 1943);
- Італія (червень 1943 — квітень 1945).

## Командування

### Командири
- генерал-майор, з 1 січня 1944 генерал-лейтенант Вальтер Фріз (нім. Walter Fries) (23 червня 1943 — 5 березня 1944);
- оберст, доктор Ганс Бельзен (нім. Hans Boelsen) (5 — 20 березня 1944);
- генерал-лейтенант Вальтер Фріз (20 березня — 31 серпня 1944);
- генерал-лейтенант, доктор Фріц Полак (нім. Fritz Polack) (31 серпня 1944 — 24 квітня 1945).

### Підпорядкованість
| Час      | Корпус     | Армія       | Група армій (округ) | Штаб               |
| -------- | ---------- | ----------- | ------------------- | ------------------ |
| 1943     |            |             |                     |                    |
| червень  | z. Vfg.    |             | Група армій «D»     | Франція            |
| липень   | XIV-й тк   |             | Група армій «C»     | Апулія, Сицилія    |
| вересень | LXXVI-й тк | 10-та армія | Група армій «C»     | Сицилія, Салерно   |
| грудень  | XIV-й тк   | 10-та армія | Група армій «C»     | Кассіно            |
| 1944     |            |             |                     |                    |
| січень   | XIV-й тк   | 10-та армія | Група армій «C»     | Рим                |
| лютий    |            | 14-та армія | Група армій «C»     | Неттуно            |
| квітень  |            | 14-та армія | Група армій «C»     | Неттуно            |
| травень  |            |             | Група армій «C»     | Рим                |
| червень  | XIV-й тк   | 14-та армія | Група армій «C»     | Апенніни           |
| липень   | I-й пдк    | 14-та армія | Група армій «C»     | Апенніни           |
| серпень  |            | 14-та армія | Група армій «C»     | Флоренція          |
| жовтень  | XIV-й тк   | 10-та армія | Група армій «C»     | Ріміні             |
| грудень  | LXXVI-й тк | 10-та армія | Група армій «C»     | Болонья            |
| 1945     |            |             |                     |                    |
| січень   | LXXVI-й тк | 10-та армія | Група армій «C»     | Болонья            |
| лютий    |            |             | Група армій «C»     | Болонья, По, Пьяве |

### Склад
| Вересень 1943                                    | Лютий 1945                    |
| ------------------------------------------------ | ----------------------------- |
| 15-й моторизований гренадерський полк            | 15-й панцергренадерський полк |
| 71-й моторизований гренадерський полк            | 71-й панцергренадерський полк |
| 129-й танковий загін                             |                               |
| 29-й самохідний артилерійський полк              |                               |
| 29-й протитанковий дивізіон                      |                               |
| 313-й самохідний зенітно-артилерійський дивізіон |                               |
| 29-й моторизований інженерний батальйон          |                               |
| 129-й танковий розвідувальний батальйон          |                               |
| 29-й дивізійний моторизований загін зв'язку      |                               |
| 29-те управління тилу                            | 29-те командування постачання |
| 29-й запасний батальйон                          |                               |

## Нагороджені дивізії
Нагороджені дивізії
Нагороджені Сертифікатом Пошани Головнокомандувача Сухопутних військ для військових формувань Вермахту
- 20 липня 1941 — 71-й піхотний полк за бойові дії в ході Смоленської битви 15 липня 1941 (153);

Нагороджені Сертифікатом Пошани Головнокомандувача Сухопутних військ для військових формувань Вермахту за збитий літак противника (7)
- 16 травня 1942 — 5-та рота 15-го моторизованого полку за дії 16 лютого 1942 (№ 119);
- 19 червня 1942 — 1-ша рота 15-го моторизованого полку за дії 29 квітня 1942 (№ 169);
- 28 листопада 1942 — 10-та єгерська рота 15-го моторизованого полку за дії 7 липня 1942 (№ 285);
- 28 листопада 1942 — 3-й взвод 10-ї єгерської роти 15-го моторизованого полку за дії 9 липня 1942 (№ 286);
- 28 листопада 1942 — 11-та єгерська рота 15-го моторизованого полку за дії 21 липня 1942 (№ 287);
- 11 лютого 1943 — штабна рота 4-го зенітного дивізіону 29-го зенітного артилерійського полку за дії 9 липня 1942 (№ 317);
- ? — 29-й навчальний батальйон 29-ї панцергренадерської дивізії за дії 22 листопада 1944 (№ ?);.

|  | Кавалери Нагрудного знаку ближнього бою в золоті                                                           | 5                                                                                              |
|  | Кавалери Золотого Німецького Хреста                                                                        | 90                                                                                             |
|  | Кавалери Срібного Німецького Хреста                                                                        | 3                                                                                              |
|  | Кавалери Лицарського хреста Залізного хреста з Дубовим листям та Мечами                                    | 1 (№ 87 генерал-лейтенант Вальтер Фріз — 11.08.1944)                                           |
|  | Кавалери Лицарського хреста Залізного хреста з Дубовим листям                                              | 2 (№ 76 оберст Вальтер Вессель — 17.02.1942 № 378 генерал-лейтенант Вальтер Фріз — 29.01.1944) |
|  | Кавалери Лицарського хреста Залізного хреста                                                               | 29                                                                                             |
|  | Кавалери Почесної відзнаки сухопутних військ «Почесна застібка на орденську стрічку для Сухопутних військ» | 14                                                                                             |

- Нагороджені Сертифікатом Пошани Головнокомандувача Сухопутних військ (4)
- Нагороджені Сертифікатом Пошани Головнокомандувача Сухопутних військ за збитий літак противника (1)